# Damochlora millepunctata
Damochlora millepunctata är en snäckart som först beskrevs av Smith 1894.  Damochlora millepunctata ingår i släktet Damochlora och familjen Camaenidae. IUCN kategoriserar arten globalt som starkt hotad. Inga underarter finns listade i Catalogue of Life.